# Mercedes-Benz M281
Il Mercedes-Benz M281 è un motore a scoppio alimentato a benzina prodotto a partire dal 2014 dalla casa automobilistica tedesca Mercedes-Benz per la Smart.

## Caratteristiche
Si tratta di un'unità motrice tricilindrica destinata ad equipaggiare i modelli della gamma Smart e quindi a sostituire il precedente tricilindrico 3B2 di origine Mitsubishi. Queste le caratteristiche salienti di tale motore:

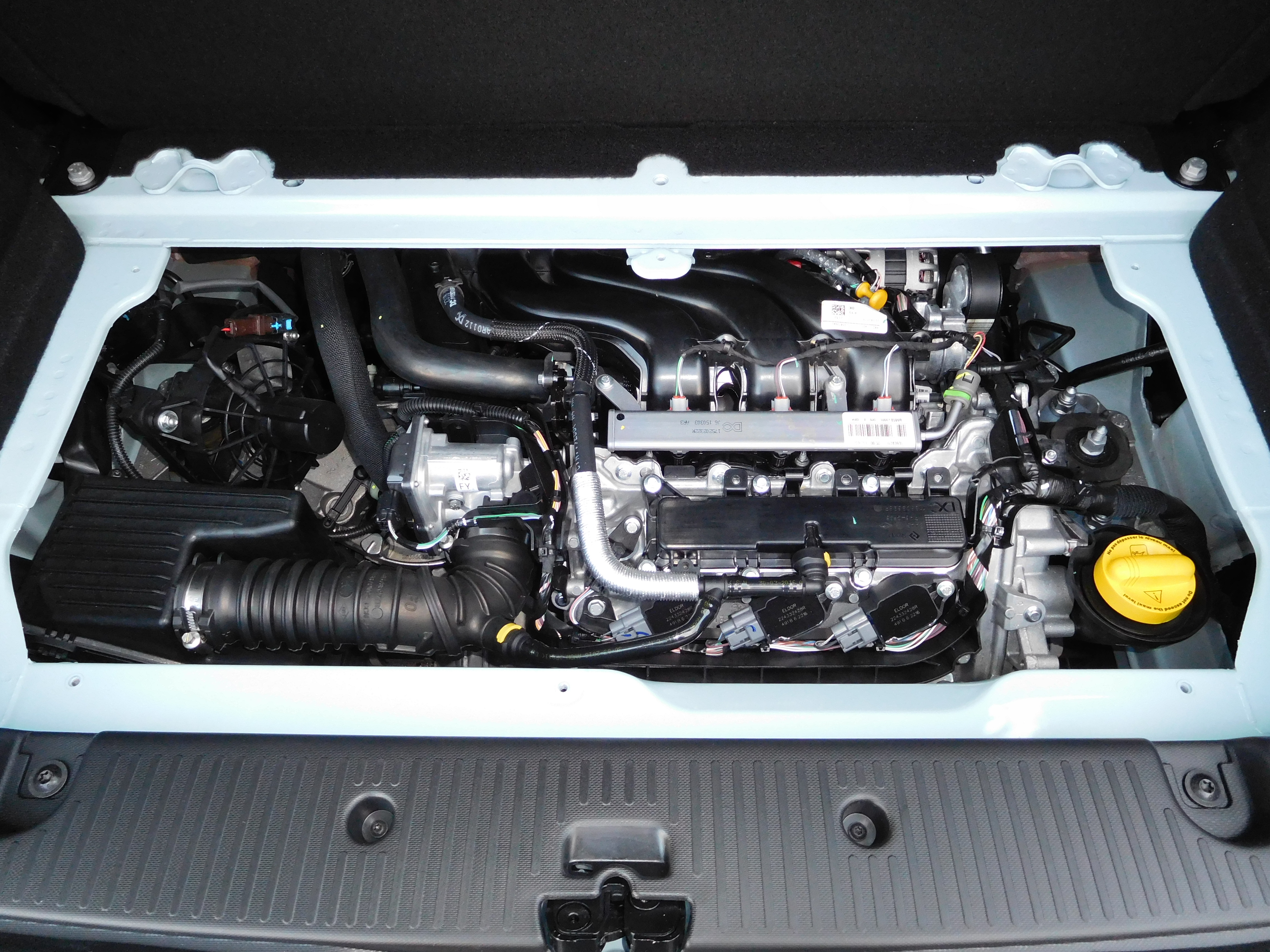
Dettaglio del motore M281 montato su una Renault Twingo III 1.0 SCe da 70 CV del 2016

- architettura a 3 cilindri in linea;
- unità motrice di tipo sottoquadro;
- monoblocco e testata in lega di alluminio;
- alimentazione ad iniezione indiretta;
- testata a 4 valvole per cilindro;
- distribuzione a due assi a camme in testa;
- albero a camme azionato da catena;
- albero a gomiti su quattro supporti di banco.

Tra le varie applicazioni del motore M281 vi sono anche alcuni modelli del gruppo Renault-Nissan. L'adozione di questo motore da parte del colosso franco-nipponico è stato possibile in virtù dell'alleanza industriale stipulata nel 2010 fra Daimler AG e Renault. Questo motore, fin dal suo debutto, è stato reso disponibile in due versioni, una aspirata da un litro ed una sovralimentata da 0,9 litri. 

### Versione aspirata
La versione aspirata è caratterizzata da misure di alesaggio e corsa pari a 72,2 x 81,3 mm. La cilindrata complessiva è quindi pari a 999 cm3. Quest motore è stato proposto in due livelli di potenza, ossia 60 e 71 CV a 6000 giri/min, con una coppia massima di 91 Nm a 2850 giri/min.  Presso la Casa della Losanga (e la sua consociata Dacia), questo motore prende la sigla di H4Da.

### Versione sovralimentata
La versione sovralimentata ha una cilindrata di 898 cm3 data dalle misure di alesaggio e corsa pari a 72,2 x 73,1 mm. La sovralimentazione è affidata ad un turbocompressore caratterizzato dalla bassissima inerzia ed in grado quindi di fornire una risposta pronta non appena si preme sul pedale dell'acceleratore. Questo motore è stato proposto in tre livelli di potenza. Il più diffuso ed utilizzato (comprendendo anche le applicazioni Renault) ha una potenza di 90 CV, mentre gli altri due raggiungono rispettivamente 109 e 125 CV. Presso la Renault questo motore prende la sigla H4Bt.

## Tabella caratteristiche ed applicazioni
| Motore Mercedes-Benz M281 |                |               |                                  |                    |
| Variante                  | Potenza CV/rpm | Coppia Nm/rpm | Applicazioni                     | Anni di produzione |
| M281E10                   | 61/6000        | 91/2850       | Smart Fortwo 1.0 (61cv) W453     | 01/2015-07/2017    |
| M281E10                   | 61/6000        | 91/2850       | Smart Forfour 1.0 (61cv) W453    | 01/2015-07/2017    |
| M281E10                   | 71/6000        | 91/2850       | Smart Fortwo 1.0 (71cv) W453     | 11/2014-06/2019    |
| M281E10                   | 71/6000        | 91/2850       | Smart Forfour 1.0 (71cv) W453    | 11/2014-06/2019    |
| M281E09                   | 109/5750       | 170/2000      | Smart Fortwo Brabus W453         | 07/2016-03/2018    |
| M281E09                   | 109/5750       | 170/2000      | Smart Forfour Brabus W453        | 07/2016-03/2018    |
| M281E09                   | 125/5500       | 200/2000      | Smart Fortwo Brabus Ultimate 125 | 03/2017-08/2018    |